# Wolfersdorf (Németország)
Wolfersdorf település Németországban, azon belül Bajorországban. Lakosainak száma 2556 fő (2023. december 31.). Wolfersdorf Au in der Hallertau, Attenkirchen, Zolling és Kirchdorf an der Amper községekkel határos.

## Népesség
A település népessége az elmúlt években az alábbi módon változott:
| Lakosok száma | 1104 | 465  | 2380 | 2400 | 2497 | 2545 | 2576 | 2600 | 2575 | 2556 |
|               | 1970 | 1975 | 2011 | 2012 | 2014 | 2015 | 2017 | 2019 | 2022 | 2023 |